# SOMUA MCJ
Der SOMUA MCJ war eine französische leichte Halbkettenzugmaschine aus dem Zweiten Weltkrieg.

## Geschichte
Ende der 1930er Jahre wurde in Frankreich ein weiteres Panzerabwehrgeschütz, die Canon antichar de 47 mm modèle 1937 eingeführt. Sie sollte auf Divisionsebene in Panzerabwehrkompanien als Schwerpunktwaffe eingesetzt werden. Es fehlte hierzu jedoch eine geeignete Zugmaschine, die – so die Vorstellung der Franzosen – einerseits geländegängig und leistungsstark sein sollte, andererseits eine möglichst niedrige Silhouette haben sollte, um im Gelände nicht aufzufallen und eine möglichst gedeckte Feuerstellung für die Panzerabwehrgeschütze zu ermöglichen. Die Unic P107 hatte zwar eine hinreichende Leistung, aber eine zu hohe Silhouette. Es wurde daher eine Zugmaschine mit folgenden Parametern gefordert: Geeignet zum Ziehen des Geschützes mit Munitionsprotze (1055 kg) und 6 Mann Bedienung, maximal 1,30 m hoch, Leistungsgewicht 12 PS/Tonne.
Das Fahrzeug war 1939 fertig und wurde ausgiebig getestet. Die Tests verliefen zufriedenstellend und mündeten in einer größeren Bestellung im September 1939, auszuliefern ab Juni 1940 mit 40 Stück monatlich. Zu einer Auslieferung von Serienfahrzeugen kam es infolge der Kriegsereignisse nicht mehr.
Da bei der französischen Armee Ende der 1930er Jahre die Theorie galt, für jedes Geschütz eine passende Halbketten- und eine Radzugmaschine zu haben, bestellte die Armee daneben Hotchkiss W15T Allradzugmaschinen (6×6). Auch von diesen wurde bis zum Waffenstillstand Frankreichs Ende Juni 1940 kein Stück fertiggestellt; die bis dahin ausgelieferten Pak-Geschütze wurden daher üblicherweise mit Pferden bespannt, einige auch behelfsmäßig mit LKW mobil gemacht.
Der Prototyp überstand die Zeit der deutschen Besatzung und die Zerstörungen durch die Angloamerikaner 1944 und existierte noch bis 1948.

## Technik
Der Motor des Fahrzeuges war der gleiche wie bei der Zugmaschine SOMUA MCG: vier Zylinder, Bohrung × Hub 100 × 150 mm, Hubraum 4712 cm³, die Leistung war allerdings von 60 auf 62 PS angehoben.
Das Halbkettenfahrwerk ähnelte den bisherigen Kégresse-Laufwerken, es hatte neben vorderer Antriebs- und hinterer Führungsrolle zwei an einem Balken aufgehängte Laufrollen und eine Stützrolle.